# Aarne Wuorimaa

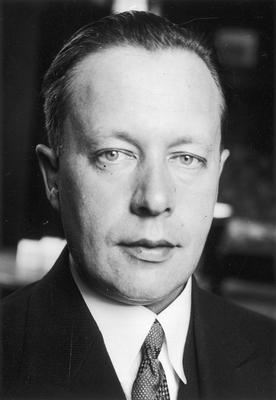
Aarne Wuorimaa, 1933.

Aarne Artur Wuorimaa (till 1906 Blomberg), född 8 februari 1892 i Leivonmäki, död 5 juli 1975 i Helsingfors, var en finländsk diplomat.

## Biografi
Wuorimaa blev filosofie magister 1916. Efter studieåren fick han snabbt växlande uppdrag, först som intendent vid flygvapnet 1918, följande år utsänd till Finlands generalkonsulat i London. 1920 utsågs han till finska regeringens representant vid amerikanska Röda korset under dess verksamhet i Finland. Den egentliga diplomatkarriären inledde han som attaché och sedermera legationssekreterare i Paris 1921–1927, med ett avbrott för tjänstgöring vid Nationernas Förbunds sekretariat 1923–1925. Från 1928 till 1935 var han sändebud i Tallinn.
Wuorimaa har blivit mest känd för sin tid som beskickningschef i Berlin 1933–1940. Han kunde på nära håll följa med hur Hitler gjorde sig till envåldshärskare. Efter Ribbentrop-Molotov-pakten i augusti 1939 blev det i praktiken omöjligt för Wuorimaa att vinna gehör för Finlands sak i Berlin. Hitler förhöll sig iskallt till Finland, som från naziledningens sida beskylldes för att länge ha motarbetat tyska intressen. Berlin hemlighöll i det längsta att Finland hade hänförts till den sovjetiska intressesfären.
Efter vinterkriget förflyttades Wuorimaa till Budapest 1940–1944, varefter han blev försatt i disponibilitet, ett öde som drabbade de flesta som hade varit sändebud i de med Berlin förbundna axelmakterna. Wuorimaa anförtroddes uppdraget att leda den kommitté, som efter kriget skulle utreda överlåtelsen av tysk egendom i Finland till Sovjetunionen. Han tvångspensionerades 1946 men rehabiliterades 1950 och återinträdde i utrikesministeriets tjänst 1950 som chef för administrativa avdelningen. Han blev sedan utsedd till sändebud i Haag och Lissabon, där han tjänstgjorde 1951–1957.
Wuorimaa behandlade sitt diplomatliv i tre verk, Muistojeni Unkari (1947), Mitä on diplomatia (1949) och Lähettiläänä Hitlerin Saksassa (1967).